# Ляшенко, Виктор Евдокимович
Виктор Евдокимович Ляшенко (4 октября 1932 — 14 октября 2007) — передовик советского сельского хозяйства, тракторист-машинист совхоза «Волжский» Быковского района Волгоградской области, Герой Социалистического Труда (1971).

## Биография
Родился 4 октября 1932 года в селе Кислово, Быковского района Нижне-Волжского края в русской крестьянской семье. Трудовую деятельность начал в 15-летнем возрасте, устроился в местный колхоз. С 1951 года стал работать механизатором. После прохождения военной службы в Советской Армии возвратился на родину и продолжил трудовую деятельность трактористом-машинистом в реорганизованном совхозе «Волжский» (центральная усадьба – село Кислово). В урожайном 1958 году комбайнер Ляшенко намолачивал до 40 центнеров зерновых с каждого гектара. На протяжении нескольких лет он являлся лучшим комбайнером совхоза «Волжский», неоднократно участвовал в Выставке достижений народного хозяйства (ВДНХ) СССР.
С введением в совхозе звеньевой системы Ляшенко возглавил одно из звеньев, состоявшее из десяти механизаторов, за которым было закреплено около 600 гектаров пахотной земли. На протяжении 8-й пятилетки (1965–1970 гг.) его звено стабильно получало по 32 центнера зерна с гектара, притом что на соседнем участке осиливали по 25 центнеров с гектара.
За выдающиеся успехи, достигнутые в развитии сельскохозяйственного производства и выполнении пятилетнего плана продажи государству продуктов земледелия и животноводства, Указом Президиума Верховного Совета СССР от 8 апреля 1971 года Виктору Евдокимовичу Ляшенко было присвоено звание Героя Социалистического Труда с вручением ордена Ленина и золотой медали «Серп и Молот».
В дальнейшем продолжал трудовую деятельность, показывал высокие результаты в труде. По результатам работы в 10-й пятилетке (1976–1980 гг.) звеньевой Ляшенко был награждён орденом «Знак Почёта». Делегат XXVI съезда КПСС.
Проживал в родном селе Кислово Волгоградской области. Умер 14 октября 2007 года.

## Награды
За трудовые успехи удостоен:
- золотая звезда «Серп и Молот» (08.04.1971),
- орден Ленина (08.04.1971),
- Орден Трудового Красного Знамени (20.11.1958),
- Орден «Знак Почёта» (13.03.1981),
- другие медали.